# Sanniki (województwo wielkopolskie)
Sanniki – wieś w Polsce położona w województwie wielkopolskim, w powiecie poznańskim, w gminie Kostrzyn, przy drodze wojewódzkiej nr 434.
Na północ od wsi rozpościera się Park Krajobrazowy Promno, również od wschodu wieś sąsiaduje z rozległymi kompleksami leśnymi.
W latach 1975–1998 miejscowość położona była w województwie poznańskim. W 2011 w Sannikach mieszkały 83 osoby.
W Sannikach urodził się generał Ignacy Prądzyński.